# Lugier

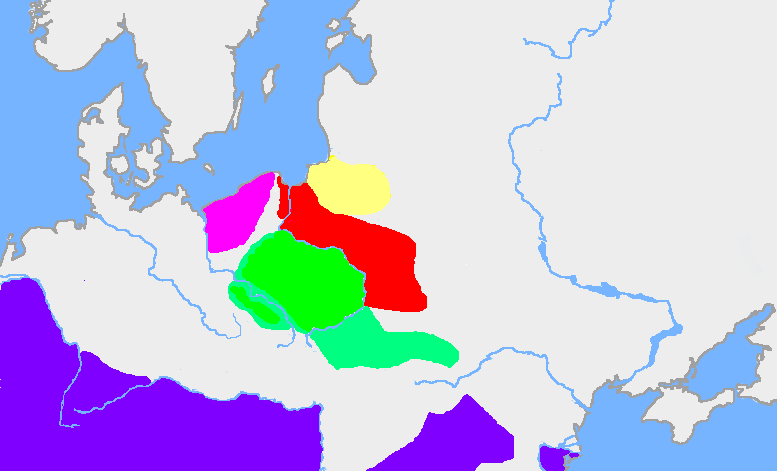
Lugier (grüner Bereich)

Die Lugier (veraltet Lygier, lateinisch Lugii) waren eine ostgermanische Stammesgruppe. Im 1. Jahrhundert n. Chr. siedelten sie etwa im Raum des heutigen Schlesiens entlang der Oder und im angrenzenden Raum.

## Bei antiken Geschichtsschreibern
Der antike griechische Geschichtsschreiber und Geograph Strabon bezeichnet die Lugier als ein großes Volk, das mehrere Stämme umfasste.
Der römische Geschichtsschreiber Tacitus nennt in seinem ethnographischen Werk Germania als Teilvölker der „Lugischen Gruppe“:
- die Harier
- die Helvekonen
- die Manimer
- die Helisier und
- die Nahanarvaler, auf deren Gebiet die lugische Kultgemeinschaft einen heiligen Hain unterhielt.

Als nördliche Nachbarn erwähnt Tacitus noch die Gotonen.
Claudius Ptolemäus nennt in seinen geographischen Anleitungen nur drei Untergruppen der Lugier:
- die Iomannoi (deutsch: Omanen)
- die Idounoi und
- die Bouroi (deutsch Buren).

Cassius Dio erwähnt die Lugier nur an einer Stelle. Seit dem 3. Jahrhundert verschwindet der Begriff aus den antiken Quellen, stattdessen werden bereits früher und etwa am gleichen Ort die vandil(i)i bzw. vandali genannt.

## Geschichte
Über die eigentliche Geschichte der Lugier ist nur relativ wenig bekannt. Strabon zufolge sollen die Lugier zeitweise zum Reich des Marbod gehört haben, der im Raum von Böhmen ein Reich errichtet hatte. Wirtschaftlich bedeutend war der Bernsteinhandel, der auch Begehrlichkeiten weckte. Mitte des 1. Jahrhunderts n. Chr. zerbrach im böhmischen Raum die Herrschaft des Vannius. Dabei sollen die Lugier eine gewisse Rolle gespielt haben, sie wurden wohl auch von den Römern dabei unterstützt. Diese unterstützten jedenfalls die Lugier im Jahr 92 im Rahmen der Auseinandersetzungen mit den Markomannen.
Die Kenntnisse späterer Autoren über die Lugier war offenbar begrenzt, so dass verschiedene falsche Zuschreibungen anzunehmen sind, wie bei dem spätantiken Geschichtsschreiber Zosimos, der ohnehin nicht immer zuverlässig ist.

## Beziehung zu den Vandalen und anderen Stämmen
In der Forschung wurde oft angenommen, dass die Lugier in Beziehung zu den Vandalen standen; unklar ist, ob sie identisch waren (so früher Rudolf Much) oder ob die Lugier zu den Vandalen oder umgekehrt die Vandalen zum Verband der Lugier gehörten, was Castritius für das erste und zweite nachchristliche Jahrhundert annimmt. Auch diese These ist umstritten, sie wäre aber auch eine Erklärung für das spätere Verschwinden der Lugier aus den antiken Quellen. Weiterhin hält Castritius die Lugier für die ethnische Hauptträgergruppe der Przeworsk-Kultur. Klaus Tausend geht anders als Much davon aus, dass es sich bei dem Begriff Lugier definitiv nicht um einen germanischen, sondern um einen vorgermanischen, vermutlich keltischen Namen handelt, der einen größeren, kulturell relativ einheitlichen Stammesverbund bezeichnet, welcher – darin übereinstimmend mit Castritius – mit der Przeworsk-Kultur zu identifizieren sei. Vandali bzw. vandil(i)i sei hingegen allen Erkenntnissen zufolge germanischen Ursprungs, während der von Tacitus genannte lugische Stamm der manimi anders als die vier anderen von ihm erwähnten lugischen Stämme einen vorgermanischen Namen trage. Ptolemäus wiederum nenne unter den Lugiern nur Stämme, die keine germanischen Namen tragen, während die späteste Quelle – Zosimos – sowohl Burgunder als auch Vandalen zu den Lugiern zähle.
Tausend gewinnt aus diesen zu sehr unterschiedlichen Zeitpunkten überlieferten Informationen das Bild der Lugier als einer vorgermanischen (keltischen?) Stammesgruppe um ein gemeinsames Heiligtum. Seit Ende des 2. Jahrhunderts v. Chr. begannen germanische Stämme in das Gebiet einzudringen und siedelten im Norden (Burgunden) und Westen (Silingen) der lugischen Stämme. Diese frühe Situation liege Tausend zufolge noch bei Ptolemaios vor, in dessen Beschreibung alle lugischen Einzelstämme (wie die Bezeichnung Lugier selbst) Namen vorgermanischer Herkunft tragen. Später wurden diese Stämme Teil des lugischen Stammesverbandes. Dies sei der Zustand, der dem Bericht Strabons zugrunde liege, der bereits germanische Lugier kennt. Auch noch Tacitus habe diese Lage vor Augen, wenn er in seiner Aufzählung der lugischen Stämme germanische neben vorgermanischen Namen nennt. Der Name vandali könnte die dominanten germanischen Stämme dieses Verbunds bezeichnen, der immer in kultureller Hinsicht immer stärker assimiliert wurde, was der späte Bericht von Zosimos erkennen lasse.

## Rezeption
Nach den Lugiern/Lygiern benannte der polnische Schriftsteller Henryk Sienkiewicz die fiktive weibliche Hauptfigur seines mehrfach verfilmten Romans Quo Vadis?, die Christin Lygia.